# Serhij Morhunow
Serhij Anatolijowycz Morhunow (ukr. Сергій Анатолійович Моргунов, ur. 9 lipca 1968 w Winnicy) – ukraiński polityk, samorządowiec, historyk i nauczyciel, mer Winnicy od 2014 roku.

## Życiorys
Serhij Morhunow urodził się 9 lipca 1968 roku w Winnicy. Ukończył miejscową szkołę nr 33. W 1992 roku został absolwentem Wydziału Historycznego Czerniowieckiego Uniwersytetu Narodowy im. Jurija Fedkowycza. W 2010 roku ukończył kierunek „Zarządzanie na szczeblu regionalnym i lokalnym” w Państwowej Akademii Administracji Publicznej przy Prezydencie Ukrainy.
W latach 1987–1989 odbywał służbę w Armii Radzieckiej. W latach 1992–1997 pracował jako nauczyciel historii i nauk społecznych w Winnickim Technikum Przemysłu Mięsnego i Mleczarskiego. W latach 1998–2006 pracował na stanowiskach kierowniczych w handlu, w tym jako zastępca dyrektora spółki AMIK.
Trzykrotnie był wybierany na radnego do Rady Miasta Winnicy, po raz pierwszy w wyborach 2002 roku. W latach 2006–2014 Morhunow sprawował funkcję sekretarza rady miejskiej.
Od 27 lutego 2014 roku Morhunow pełnił obowiązki mera Winnicy. Zastąpił na tym stanowisku Wołodymyra Hrojsmana, który po Euromajdanie został wicepremierem Ukrainy. W wyborach samorządowych w 2015 roku Morhunow startował z poparciem partii Winnicka Europejska Strategia, formacji Hrojsmana, która uzyskała samodzielną większość w Radzie Miasta Winnicy. Został wybrany na burmistrza Winnicy w drugiej turze z wynikiem 63,92%, pokonując Ludmyłę Szczerbakiwśką z Batkiwszczyny, która uzyskała wynik 33,21%.
Za rządów Morhunowa od 2015 roku Winnica przez siedem lat z rzędu utrzymywała pozycję najwygodniejszego miasta do życia na Ukrainie (według badań International Republican Institute i grupy Rejtynh). W 2015 roku Winnica jako pierwsze miasto na obszarze postradzieckim otrzymało Europejską Nagrodę Energetyczną, w 2019 roku otrzymując ją po raz kolejny. W 2018 roku Winnica została uznana w rankingu Regional Doing Business za najwygodniejsze miasto na Ukrainie do prowadzenia biznesu.
W 2019 roku miasto zostało nagrodzone nagrodą „Child Friendly Cities Inspire Awards” od UNICEF za bycie jednym z najbardziej przyjaznych dzieciom miast na świecie. Winnica otrzymała także europejską nagrodę CIVITAS 2019 w obszarze mobilności miejskiej i czystego transportu dzięki wprowadzeniu innowacji w obszarze transportu publicznego. W 2020 roku Winnica otrzymała wyróżnienie Rady Europy, które Zgromadzenie Parlamentarne Rady Europy przyznaje miastom i gminom za aktywne promowanie wartości europejskich oraz aktywny udział w projektach partnerskich i różnych sferach działalności.
W rankingu portalu analitycznego „Słowo i Diło” Morhunow został uznany za lidera rankingu odpowiedzialności za rok 2020. Serhij Morhunow spełnił 72% swoich obietnic wyborczych, wyprzedzając pozostałych merów ukraińskich miast.
W wyborach samorządowych w 2020 roku uzyskał reelekcję w pierwszej turze zdobywając 65,93% głosów. Drugie miejsce zajął były poseł Europejskiej Solidarności Serhij Kudłajenko z wynikiem 13,04% głosów. Morhunow startował z poparciem partii Ukraińska Strategia Hrojsmana, jak od 2019 roku nazywa się Winnicka Europejska Strategia. Formacja uzyskała samodzielną większość w Radzie Miasta Winnicy.
Po rosyjskiej inwazji na Ukrainę Winnica stała się jednym z miast przyjmujących uchodźców z innych części kraju, a także została centrum pomocowym dla innych regionów. 27 kwietnia 2022 roku Morhunow poinformował, że w mieście przebywa 31 tysięcy zarejestrowanych uchodźców.
W sierpniu 2023 roku Morhunow poinformował, że od początku rosyjskiej inwazji w Winnicy utworzono ponad 3000 nowych miejsc pracy, zarówno w firmach lokalnych, jak i relokowanych z terenów zagrożonych działaniami wojennymi.
Odznaczony Orderem „Za zasługi” III stopnia (2008) i II stopnia (2017} oraz medalem „Za pomoc wywiadowi wojskowemu Ukrainy” II stopnia (2023).
Jest żonaty z Nataliją Morhunową, z którą ma córkę Weronikę (ur. 1996).